# Puzzling World
Stuart Landsborough’s Puzzling World (с англ. — «Мир Головоломок Стюарта Лэндсборо») — туристический аттракцион рядом с Ванака, Новая Зеландия. Он был открыт в 1973 году, первоначально создавался как простой лабиринт, но впоследствии был расширен, в аттракционе появилось «Кафе головоломок», комнаты с оптическими иллюзиями и многое другое. Создатели аттракциона объявили о неком скрытом месте в лабиринте, который можно отыскать только благодаря экстрасенсорным способностям. За его обнаружение обещается денежный приз, который на сегодняшний день ещё никому не удалось получить. Уже 6 экстрасенсов, которые называли себя профессионалами в этой области, пытались найти это место, но ушли ни с чем.

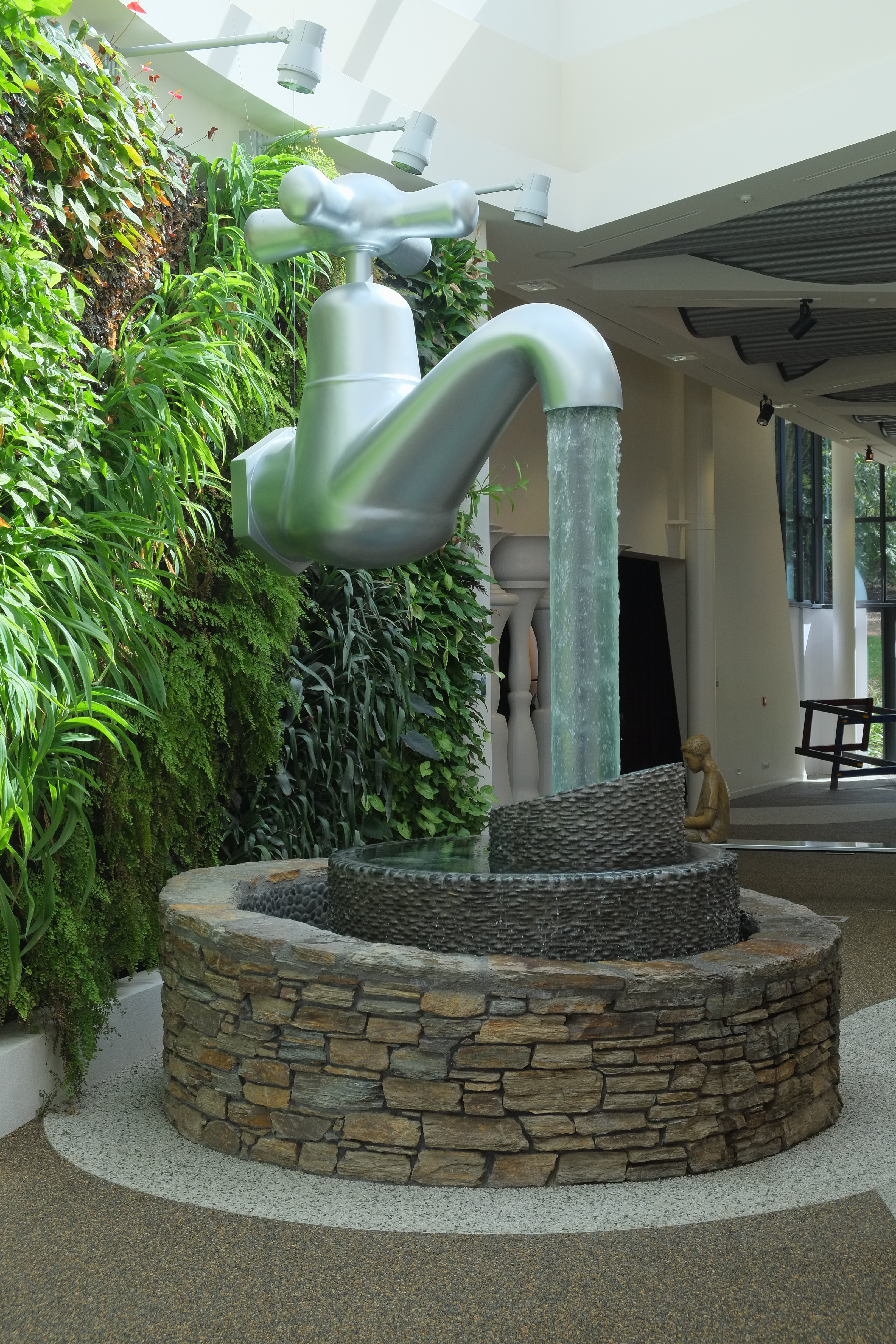
A seemingly floating tap in the SculptIllusion Gallery

## Падающая башняВанаки
В аттракционе есть своя падающая башня на манер Пизанской, которая носит название The Leaning Tower of Wanaka. Угол её наклона составляет 53 градуса.